# گایزلهورینگ
شهر گایزلهورینگدر ایالت بایرن در کشور آلمان واقع شده‌است.